# Calamari Union
Calamari Union é um filme de comédia surreal finlandês de 1985, o segundo longa-metragem do diretor Aki Kaurismäki. O elenco do filme inclui conhecidos atores e músicos de rock finlandeses.

## Enredo
Quinze homens desesperados chamados Frank se unem para escapar do repressivo distrito de Kallio, em Helsinque. Um homem que fala inglês chamado Pekka se junta aos conspiradores do bar, cuja evitação de sobrenomes os ajuda a ser mais espertos que as forças obstruidoras enquanto se esgueiram por becos escuros e pelos túneis do metrô de Helsinque. Aproveitando a noite, o objetivo é chegar ao mágico bairro balnear da Eira.

## Elenco
- Timo Eränkö (Lapinlahden Linnut)
- Kari Heiskanen
- Asmo Hurula
- Sakke Järvenpää (Sleepy Sleepers, Leningrad Cowboys)
- Sakari Kuosmanen (Juice Leskinen Grand Slam)
- Dave Lindholm
- Mikko Mattila
- Pate Mustajärvi (Popeda)
- Tuomari Nurmio
- Pirkka-Pekka Petelius
- Matti Pellonpää
- Pertti Sveholm
- Martti Syrjä (Eppu Normaali)
- Pantse Syrjä (Eppu Normaali)
- Markku Toikka
- Mato Valtonen (Sleepy Sleepers, Leningrad Cowboys)
- Puntti Valtonen (Juice Leskinen Grand Slam)
- Kari Väänänen

## Recepção
Comédia absurda, o filme é considerado um clássico cult satírico. Caryn James, do The New York Times, descreveu o filme como "alegremente absurdo", acrescentando que Kaurismäki "assume o controle do filme de gangster americano e o tempera com seu humor improvável". Outros estabeleceram conexões entre o Saimaa-ilmiö e Calamari Union e o movimento punk finlandês.